# 심곡항
심곡항(深谷港)은 강원특별자치도 강릉시 강동면 심곡리에 위치한 어항이다. 어촌정주어항으로 지정하여 관리하고 있다. 시설관리자는 강릉시장이다.

## 연혁
- 본래 마을 모양이 종이를 바닥에 깔아 놓은 듯이 평평하면서 그 옆에 붓이 놓여 있는 형국이라 하여 이전에는 지필(紙筆)로 불리었다. 그러나 1916년 행정구역 변경에 따라 '깊은 골짜기 안에 있는 마을'이라는 뜻으로 심곡이라 하였다.

## 지형
- 마을이 다른 마을과 멀리 떨어진 오지이고 마을 양쪽에 산맥이 가로막고 있어, 이 마을 주민들은 6.25사변 때에도 전쟁이 일어난 줄도 모르고 지냈다고 한다.

## 어항 현황
- 약 30가구 정도가 어업에 종사하고 있다. 주요 어장인 연안어장의 해상거리는 1~4km 정도 된다. 가자미, 넙치, 임연수어, 꽁치, 전복 등이 주로 잡히며 그 외에 해조류도 많이 수확된다. 10월부터 이듬해 2월 사이에는 가자미와 넙치가, 4월부터 10월 사이에는 임연수어가 많이 잡힌다.

## 주변 관광
- 조용하고 아늑하여 가족단위로 쉬기에 좋은 조그마한 항구로서 낚싯배를 임대하여 항구 앞바다에서 잡아보는 가자미 잡이가 유명하다. 이곳에서 채취하는 자연산 돌김(바위에 붙은 김을 손으로 뜯어서 말려 생산함)은 옛날에 임금님께 진상했을 정도이며 지금도 최고의 자연식품의 하나로 각광을 받고 있다. 또 배를 타고 바다에서 항구 쪽을 보면 마치 북유럽의 해안절벽을 보는듯한 절경이 볼만하다.
- 현재 옥계면 금진에서 심곡을 거쳐 정동진항까지 연계되는 천혜의 해안도로가 건설되어 있어, 금진·심곡지구 관광개발사업이 완공되면 강릉지역의 또 다른 명소로 떠오르고 있다. 인근에 위치해 있는 항구로는 금진항이 육상으로 2km, 해상으로 1km 정도 떨어져 있다.